# Grado tenderometrico
Il grado tenderometrico misura la resistenza del seme ad essere perforato da una punta. È cioè la pressione necessaria a schiacciare 1 dm3 di granella.  Per questa misurazione viene utilizzato uno strumento detto tenderometro. Il grado tenderomentrico viene usato in orticoltura per saggiare la maturazione dei piselli sia direttamente in campo che all'ingresso dello stabilimento di congelazione.
1 grado tenderometrico = 1 lb/inch^2 (libbra/pollice al quadrato) 